# Charles Steggall
Charles Steggall (* 3. Juni 1826 in London; † 7. Juni 1905 ebenda) war ein britischer Organist und Komponist.

## Leben und Werk
Charles Steggall war Schüler Benetts an der Royal Academy of Music. 1851 erwarb er seinen Baccalaureus und Dr. mus. in Cambridge.
Charles Steggall wurde 1848 Organist in Maida Hill. 1851 wurde er Lehrer an der Royal Academy of Music und verblieb in dieser Position bis 1903. 1855 wurde er daneben Organist an der Christ Church am Lancaster Gate. Ab 1864 wirkte er als Organist Lincoln’s Inn Chapel.
Charles Steggall komponierte kirchliche Gesangswerke. Er hielt zudem Vorlesungen über Musik. Er gab die Werke Church Psalmody (1848) und Hymns Ancient and Modern (1889) heraus.
Von seinen sechs Söhnen ging der jüngste Reginald Steggall ebenfalls als Komponist und Orgellehrer in den Bereich der Musik.